# Iwan Pluszcz
Iwan Stepanowycz Pluszcz, ukr. Іван Степанович Плющ (ur. 11 września 1941 w Borznie, zm. 25 czerwca 2014 w Kijowie) – ukraiński polityk, z wykształcenia agronom i ekonomista, dwukrotnie przewodniczący parlamentu.

## Życiorys
Z wykształcenia agronom i ekonomista, absolwent Akademii Nauk Społecznych przy KC KPZR. W 2001 obronił pracę kandydacką. Do 1990 pracował na kierowniczych stanowiskach m.in. w przedsiębiorstwach rolnych (sowchozach), był także pracownikiem struktur i członkiem władz Komunistycznej Partii Ukrainy (wystąpił z niej w 1991). W latach 1990–2006 sprawował mandat deputowanego do Rady Najwyższej. Od 1990 do 1991 pełnił funkcję pierwszego zastępcy przewodniczącego, następnie do 1994 i ponownie w latach 2000–2002 zajmował stanowisko przewodniczącego parlamentu. W 1994 kandydował w wyborach prezydenckich, uzyskując około 1% głosów i zajmując przedostatnie miejsce wśród 7 kandydatów.
Działał w Partii Ludowo-Demokratycznej, następnie przeszedł do Naszej Ukrainy. W 2006 nie został ponownie posłem, bezskutecznie kandydując z opartego na Ukraińskiej Partii Ludowej i Partii Odrodzenia Wsi bloku wyborczego sygnowanego nazwiskami swoim i Jurija Kostenki.
W 2007 pełnił funkcję sekretarza Rady Bezpieczeństwa Narodowego i Obrony Ukrainy. W przedterminowych wyborach parlamentarnych w 2007 ponownie uzyskał mandat deputowanego z ramienia bloku Nasza Ukraina-Ludowa Samoobrona. W 2012 nie ubiegał się o reelekcję.

## Odznaczenia
- Bohater Ukrainy (2001)[3]
- Order Księcia Jarosława Mądrego klasy III (2011)[4], IV (2007)[5] i V (1996)[6]